# 全日本相撲選手権大会
全日本相撲選手権大会（ぜんにほんすもうせんしゅけんたいかい）は、アマチュア相撲の日本一を決定する大会である。広く相撲実践の機会を与え、相撲技能の向上とアマチュアスポーツ精神の高揚をはかることを目的に、公益財団法人日本相撲連盟によって、例年12月上旬に開催される。会場は国技館（蔵前→両国）だが、1984年度は蔵前国技館閉鎖・両国国技館開場の移行期だったため靖国神社で行われた。

## 大会の競技方法
社会人、大学生、高校生を対象に当該年度のアマチュア相撲大会成績優秀選手の出場者を決定する。そして、予選3回戦を行い2勝者以上の選手によって優秀32選手を選出し、予選4回戦で成績優秀16選手を選出する。最後に優秀16選手による決勝トーナメント方式により、優勝者を決定する。

## アマチュア横綱
大会の優勝者には、天皇杯、内閣総理大臣杯、文部科学大臣杯、日本相撲連盟会長杯、NHK杯、選手権章、優勝メダルなどが授与されるとともに、日本相撲連盟からアマチュア横綱の称号が贈られる。
また、個人戦で準々決勝（ベスト8）まで勝ち抜いた選手は幕下最下位格付出、ベスト16まで勝ち抜いた選手は、三段目最下位格付出の資格を取得できる。
ただし、いずれの資格も該当する成績を修めた日から1年以内が期限とされる。

### アマチュア横綱を得た主な大相撲力士
- 1973年度優勝の石川孝志（大ノ海敬士・日大出）のちプロレスラーに転向
- 1976年度、1977年度優勝の長岡末弘（朝潮太郎・近大出）
- 1981年度、1982年度優勝の服部祐児（藤ノ川祐兒・同志社大出）
- 1983年度優勝の久嶋啓太（久島海啓太・日大出）…久嶋は初の高校生アマ横綱
- 1990年度優勝の栗本剛（武哲山剛・中大出）
- 1992年度優勝の尾曽武人（武双山正士・専大中退）
- 1996年度、1997年度優勝の田宮啓司（琴光喜啓司・日大出）
- 1998年度優勝の加藤精彦（高見盛精彦・日大出）
- 2000年度優勝の内田水（普天王水・日大出）
- 2001年度優勝の大西雅継（嘉風雅継・日体大出）
- 2006年度優勝の市原孝行（市原孝行・日大出）
- 2012年度優勝の遠藤聖大（遠藤聖大・日大出）
- 2013年度優勝の川端翔伍（大翔丸翔伍・日大出）
- 2014年度優勝の大道久司（御嶽海久司・東洋大出）
- 2015年度優勝のバーサンスレン・トゥルボルト（水戸龍聖之・日大出）外国出身初のアマ横綱
- 2016年度優勝の矢後太規（矢後太規・中大出）
- 2021年度、2022年度優勝の中村泰輝（大の里泰輝・日体大出）

## 大会成績
| 回（年）         | 優勝         | 優勝               | 準優勝         | 準優勝               | 3位          | 3位                  | 3位        | 3位                |
| ---------------- | ------------ | ------------------ | -------------- | -------------------- | ------------ | -------------------- | ---------- | ------------------ |
| 第1回（1952年）  | 影山信雄     | 福岡県             | 坂元政美       | 福岡県               | 左官一郎     | 兵庫県               | 平聖一     | 兵庫県             |
| 第2回（1953年）  | 江熊仁       | 福岡県             | 影山信雄       | 福岡県               | 川島卯太郎   | 日本医科大           | 福田芳郎   | 東農大             |
| 第3回（1954年）  | 高須晃       | 東京都             | 井上孝         | 大阪府               | 日比野満二   | 兵庫県               | 北条巌     | 明大               |
| 第4回（1955年）  | 平聖一       | 兵庫県             | 山口敏之       | 同志社大             | 高須晃       | 東京都               | 浅野初太郎 | 東京都             |
| 第5回（1956年）  | 平聖一       | 兵庫県             | 日比野満二     | 兵庫県               | 北条巌       | 東京都               | 中川源一   | 大阪府             |
| 第6回（1957年）  | 田畑外志雄   | 立命館大           | 平聖一         | 兵庫県               | 坂元政美     | 福岡県               | 大森茂雄   | 兵庫県             |
| 第7回（1958年）  | 福田芳郎     | 大阪府             | 田畑外志雄     | 立命館大             | 浜野之       | 中大                 | 大森茂雄   | 兵庫県             |
| 第8回（1959年）  | 布目豊       | 東京都             | 大森茂雄       | 兵庫県               | 中尾三郎     | 東京都               | 坂元政美   | 福岡県             |
| 第9回（1960年）  | 平聖一       | 兵庫県             | 石黒馨         | 東京都               | 坂元政美     | 福岡県               | 高岡邦汎   | 明大               |
| 第10回（1961年） | 平聖一       | 兵庫県             | 野見典展       | 和歌山県             | 高松卓司     | 熊本県               | 荒木孝     | 大阪府             |
| 第11回（1962年） | 大森茂雄     | 兵庫県             | 高見利彦       | 拓大                 | 田中文三     | 東京都               | 今倉清保   | 福岡県             |
| 第12回（1963年） | 布目豊       | 東京都             | 野見典展       | 和歌山県             | 臼井陽昌     | 拓大                 | 田畑外志雄 | 立命館大           |
| 第13回（1964年） | 布目豊       | 東京都             | 田畑外志雄     | 京都府               | 野見典展     | 和歌山県             | 横山之     | 兵庫県             |
| 第14回（1965年） | 野見典展     | 和歌山県           | 成田一成       | 東京都               | 田中文三     | 東京都               | 秋山修     | 山梨県             |
| 第15回（1966年） | 野見典展     | 和歌山県           | 堀口圭一       | 立教大               | 横山之       | 兵庫県               | 成田一成   | 東京都             |
| 第16回（1967年） | 野見典展     | 和歌山県           | 田中英寿       | 日大                 | 横山啓一     | 東農大               | 岩本春樹   | 中京大             |
| 第17回（1968年） | 横山啓一     | 高知県             | 野見典展       | 和歌山県             | 臼井陽昌     | 神奈川県             | 村田甚之助 | 福岡県             |
| 第18回（1969年） | 田中英寿     | 東京都             | 長浜広光       | 東農大               | 平野照       | 長崎県               | 高瀬武治   | 中大               |
| 第19回（1970年） | 田中英寿     | 東京都             | 高見利彦       | 埼玉県               | 臼井陽昌     | 神奈川県             | 荒瀬英生   | 日大               |
| 第20回（1971年） | 舘岡儀秋     | 駒大               | 南野忠昭       | 和歌山県             | 田中英寿     | 東京都               | 上野一義   | 中大               |
| 第21回（1972年） | 堀口圭一     | 東京都             | 福田耕治       | 中大                 | 臼井陽昌     | 神奈川県             | 竹内晋作   | 東京都             |
| 第22回（1973年） | 石川孝志     | 日大               | 田中英寿       | 東京都               | 平野照       | 長崎県               | 舘岡儀秋   | 東京都             |
| 第23回（1974年） | 田中英寿     | 東京都             | 松下宏         | 福岡県               | 尾形静雄     | 駒大                 | 井手雅視   | 和歌山県           |
| 第24回（1975年） | 中山国久     | 高知県             | 小笠原武則     | 青森県               | 武田登       | 青森県               | 舘岡儀秋   | 東京都             |
| 第25回（1976年） | 長岡末弘     | 近大3年            | 福田耕治       | 兵庫県               | 武田登       | 青森県               | 高瀬武治   | 和歌山県           |
| 第26回（1977年） | 長岡末弘     | 近大4年            | 田中英寿       | 東京都               | 武田登       | 青森県               | 中山国久   | 東京都             |
| 第27回（1978年） | 小笠原武則   | 青森県             | 田中英寿       | 東京都               | 江橋弘一     | 専大                 | 福田耕治   | 兵庫県             |
| 第28回（1979年） | 永岡栄一     | 宮崎県             | 舘岡儀秋       | 東京都               | 田中英寿     | 東京都               | 冨田忠典   | 日大               |
| 第29回（1980年） | 冨田忠典     | 和歌山県庁         | 安井和男       | 東農大               | 葛西二三彦   | 青森県               | 山崎幸一   | 近大               |
| 第30回（1981年） | 服部祐児     | 同志社大3年        | 関沢俊文       | 和歌山県             | 市ノ渡三四四 | 東農大4年            | 平舘秀伸   | 東京都             |
| 第31回（1982年） | 服部祐児     | 同志社大4年        | 平舘秀伸       | 東京都               | 冨田忠輝     | 和歌山県庁           | 山崎幸一   | 群馬県             |
| 第32回（1983年） | 久嶋啓太     | 新宮高3年          | 江口末広       | 奈良県               | 長谷川正勝   | 日大                 | 安井和男   | 東京都             |
| 第33回（1984年） | 久嶋啓太     | 日大1年            | 柳原清龍       | 日大                 | 伊東勝人     | 近大                 | 井上喜博   | 東京都             |
| 第34回（1985年） | 竹川裕司     | 山梨県             | 平舘秀伸       | 東京都               | 安井和男     | 東京都               | 斎藤一雄   | 明大中野高         |
| 第35回（1986年） | 安井和男     | 東京都             | 久嶋啓太       | 日大3年              | 柳原清龍     | 和歌山県庁           | 山崎直樹   | 日大2年            |
| 第36回（1987年） | 山崎直樹     | 日大3年            | 井上喜博       | 東京都               | 安井和男     | 東京都               | 高田亨司   | 日体大             |
| 第37回（1988年） | 斎藤一雄     | 日体大             | 伊東勝人       | 大阪府               | 林正人       | 近大3年              | 山崎直樹   | 日大4年            |
| 第38回（1989年） | 成松伸哉     | 山口県             | 斎藤一雄       | 日体大               | 浜洲圭志     | 日大2年              | 林正人     | 近大4年            |
| 第39回（1990年） | 栗本剛       | 中大2年            | 戸田歩         | 専大                 | 西田崇晃     | 日大                 | 安井和男   | 東農大職           |
| 第40回（1991年） | 伊東勝人     | 近大職             | 斎藤一雄       | 日体大職             | 小松勝彦     | 東農大               | 柳原清龍   | 和歌山県庁         |
| 第41回（1992年） | 尾曽武人     | 専大3年            | 禧久昭広       | 奄美高教             | 出島武春     | 中大1年              | 斎藤一雄   | 日体大職           |
| 第42回（1993年） | 禧久昭広     | 奄美高教           | 鶴賀文仁       | 日大4年              | 山本敏生     | 同志社大4年          | 矢須直     | 和歌山県庁         |
| 第43回（1994年） | 吉橋宏之     | 日本通運           | 田宮啓司       | 鳥取城北高3年        | 齋藤剛       | 同志社大4年          | 本田浩二   | 熊本工高教         |
| 第44回（1995年） | 禧久昭広     | 奄美高教           | 後藤泰一       | 拓大4年              | 出島武春     | 中大4年              | 田宮啓司   | 日大1年            |
| 第45回（1996年） | 田宮啓司     | 日大2年            | 齊籐直飛人     | 日大3年              | 平伸一       | 日大4年              | 安本栄来   | 明大4年            |
| 第46回（1997年） | 田宮啓司     | 日大3年            | 小山内貴久     | 日大4年              | 竹内雅人     | 明大2年              | 田中英一   | 鳥羽高教           |
| 第47回（1998年） | 加藤精彦     | 日大4年            | 霜鳥典雄       | 東農大3年            | 五百崎剛     | 東洋大4年            | 工藤幸穂   | 青森県スポーツ振興 |
| 第48回（1999年） | 小山内貴久   | 青森県スポーツ振興 | 松本司和       | 丸果石川中央青果     | 霜鳥典雄     | 東農大4年            | 加藤耕市   | 目黒学院高教       |
| 第49回（2000年） | 内田水       | 日大2年            | 小山内貴久     | 青森県スポーツ振興   | 成田旭       | 中大                 | 小松勝彦   | 東京都             |
| 第50回（2001年） | 三好正人     | 近大4年            | 小山内貴久     | 青森県スポーツ振興   | 田中英一     | 鳥羽高教             | 片山伸次   | 専大4年            |
| 第51回（2002年） | 大西雅継     | 日体大3年          | 下田圭将       | 日大1年              | 渋谷悟       | 中大3年              | 山上慈明   | 金沢東高職         |
| 第52回（2003年） | 加藤耕市     | 焼津水産高教       | 小笠原史男     | 青い森みらい創造財団 | 石前辰徳     | 日大4年              | 下田圭将   | 日大2年            |
| 第53回（2004年） | 栂木崇行     | 日本通運           | 森友樹         | 日大2年              | 森下祐哉     | 東農大2年            | 澤井豪太郎 | 埼玉栄高3年        |
| 第54回（2005年） | 吉田勝雄     | 日大4年            | 市原孝行       | 日大3年              | 加藤耕市     | 焼津市役所           | 下田圭将   | 日大4年            |
| 第55回（2006年） | 市原孝行     | 日大3年            | 深尾光彦       | 日大3年              | 増田龍二     | 近大4年              | 森下祐哉   | 東農大4年          |
| 第56回（2007年） | 姫野孝       | 宇佐産科高教       | 石前辰徳       | 鳥取県体育協会       | 坂本昭文     | 佐伯豊南高教         | 田中大陽   | 摂津倉庫           |
| 第57回（2008年） | 松永六十四   | 猶興館高教         | 姫野孝         | 宇佐産科高教         | 山口雅弘     | 日大1年              | 明月院秀政 | 日体大2年          |
| 第58回（2009年） | 冨田元輝     | 日大4年            | 伊東良         | タカノ               | 荒木関賢悟   | 東洋大職             | 田中大陽   | 摂津倉庫           |
| 第59回（2010年） | 澁谷悟       | 日本通運           | 荒木関賢悟     | 東洋大職             | 山口雅弘     | 日大3年              | 明月院秀政 | 日体大4年          |
| 第60回（2011年） | 松永六十四   | 猶興館高教         | 丹野圭功       | 秋田県体育協会       | 滝田真       | 日体大2年            | 中村優太   | 豊浦総合支援学校教 |
| 第61回（2012年） | 遠藤聖大     | 日大4年            | 正代直也       | 東農大3年            | 大道久司     | 東洋大2年            | 中村大輝   | 日体大2年          |
| 第62回（2013年） | 川端翔伍     | 日大4年            | 工藤豪人       | 日大4年              | トゥルボルト | 日大1年              | 野口清之   | 猶興館高教         |
| 第63回（2014年） | 大道久司     | 東洋大4年          | 黒川宗一郎     | アイシン軽金属       | 田中達也     | 佐世保特別支援学校教 | 宮下治也   | 拓大3年            |
| 第64回（2015年） | トゥルボルト | 日大3年            | 黒川宗一郎     | アイシン軽金属       | 石橋広暉     | 近大4年              | 黒川宏次朗 | 拓大2年            |
| 第65回（2016年） | 矢後太規     | 中大4年            | 深井拓斗       | 東洋大1年            | 黒川宗一郎   | アイシン軽金属       | 荒木関賢悟 | 東洋大職           |
| 第66回（2017年） | 西郷智博     | 鳥取県庁           | 三輪隼斗       | 糸魚川市体協職       | 木﨑伸之助   | 日大4年              | 古川貴博   | 日大4年            |
| 第67回（2018年） | 黒川宏次朗   | 拓大職             | 重松龍大       | 東洋大3年            | 西郷智博     | 鳥取県庁             | 沢田日出夫 | 和歌山県庁         |
| 第68回（2019年） | 谷岡倖志郎   | 近大4年            | イェルシン     | 日大3年              | 勝呂歩紀     | 拓大4年              | 由留部圭祐 | 西予市役所         |
| 第69回（2020年） | 花田秀虎     | 日体大1年          | 山口怜央       | 近大4年              | 松園大成     | 日体大4年            | 川渕一意   | 日大1年            |
| 第70回（2021年） | 中村泰輝     | 日体大3年          | 神﨑大河       | 近大4年              | オドフー     | 東洋大3年            | 松園大成   | 日体大職           |
| 第71回（2022年） | 中村泰輝     | 日体大4年          | 松園大成       | 日体大職             | 石崎涼馬     | 日体大4年            | 三上大輝   | 東洋大2年          |
| 第72回（2023年） | 池田俊       | 金沢学院大4年      | ブフチョローン | 日体大3年            | 石崎涼馬     | 長浜養護学校教       | 草野直哉   | 日大4年            |
| 第73回（2024年） | 池田俊       | ソディック         | ブフチョローン | 日体大4年            | バヤルボルド | 日体大               | 五島雅治   | 拓大               |

## テレビ中継
決勝トーナメントがNHK総合テレビで生中継されている。2006年はドーハアジア大会と日程が重複したため同日深夜（正確には翌日未明）に録画放送となった。